# Pont de l'Abbaye (Lagrasse)
Le pont de l'Abbaye ou Pont-Vieux est un pont situé à Lagrasse, en France sur l'Orbieu.

## Localisation
Le pont est situé sur la commune de Lagrasse, dans le département français de l'Aude.

## Historique
Le Pont-Vieux est attesté dès 1303. Il est remanié aux XVIIe et XIXe siècles : ses piles étaient surmontées de deux tours abattues en 1618 car elles menaçaient la stabilité de l'ouvrage.
L'édifice est classé au titre des monuments historiques en 1907.